# Loxodonta africana
L'elefante africano (Loxodonta africana Blumenbach, 1797), noto anche come elefante africano di savana, è un mammifero proboscidato appartenente alla famiglia Elephantidae. È il più grande animale terrestre vivente, con i maschi più grandi che possono raggiungere un'altezza al garrese fino a 3,96 metri. Entrambi i sessi hanno le zanne, che spuntano tra uno e tre anni, e crescono per tutta la vita.
L'elefante africano di savana è distribuito geograficamente in 37 paesi africani e abita le foreste, le praterie e i boschi, zone umide e terreni agricoli. Dal 2004, è stato elencato come vulnerabile nella Lista rossa IUCN. È minacciato principalmente dalla distruzione dell'habitat e in alcune parti del suo areale anche dal bracconaggio per la carne e l'avorio. È un mammifero sociale, che viaggia in mandrie composte da femmine e dalla loro prole guidate da una matriarca. I maschi adulti di solito vivono da soli o in piccoli gruppi di scapoli. È un erbivoro, che si nutre di erbe, piante rampicanti, foglie e corteccia. Ci sono due specie di elefanti originarie dell'Africa, il che rende il termine elefante africano piuttosto vago. La seconda specie appartenente al genere Loxodonta è l'elefante africano di foresta (L. cyclotis), che solo recentemente è stato riconosciuto come specie a sé stante.

## Descrizione

Dimensioni medie degli adulti con il più grande individuo documentato in grigio

L'elefante africano di savana è l'animale terrestre vivente più grande e più pesante della Terra, con un'altezza massima registrata al garrese di un maschio adulto di 4 metri, e un peso massimo stimato di 10,6 tonnellate. Un esemplare maschio cacciato nel 1974 nel Parco Nazionale di Mucusso, nell'Angola meridionale, era alto ben 3,96 m e pesava addirittura 10,4 tonnellate. In media, i maschi sono alti circa 3,20 metri al garrese e pesano 6,00 tonnellate, mentre le femmine sono molto più piccole con un'altezza al garrese di circa 2,60 metri, e un peso di 3,00 tonnellate. Gli elefanti raggiungono le loro dimensioni massime quando completano la fusione delle epifisi delle ossa lunghe, che si verifica nei maschi intorno ai 40 anni e nelle femmine intorno ai 25 anni.

### Proboscide
La proboscide è un allungamento prensile del labbro superiore e del naso. La proboscide termina nelle narici sovrastate da due lobi, simili a dita, con cui l'elefante è in grado di maneggiare oggetti di piccole dimensioni. Questo organo altamente sensibile e specializzato è innervato principalmente dal nervo trigemino e si pensa che sia composto da circa 40 000-60 000 muscoli. Grazie a questa impressionante struttura muscolare, la proboscide è molto forte. La proboscide ha vari usi tra cui annusare, toccare, nutrirsi, bere, spruzzare, aspirare, produrre suoni, caricare, difendersi e attaccare. La perdita funzionale della proboscide dovuta a paralisi flaccida di quest'ultima a volte costringe l'elefante a tenere la proboscide sopra le zanne e a camminare in acque profonde per bere.

### Denti

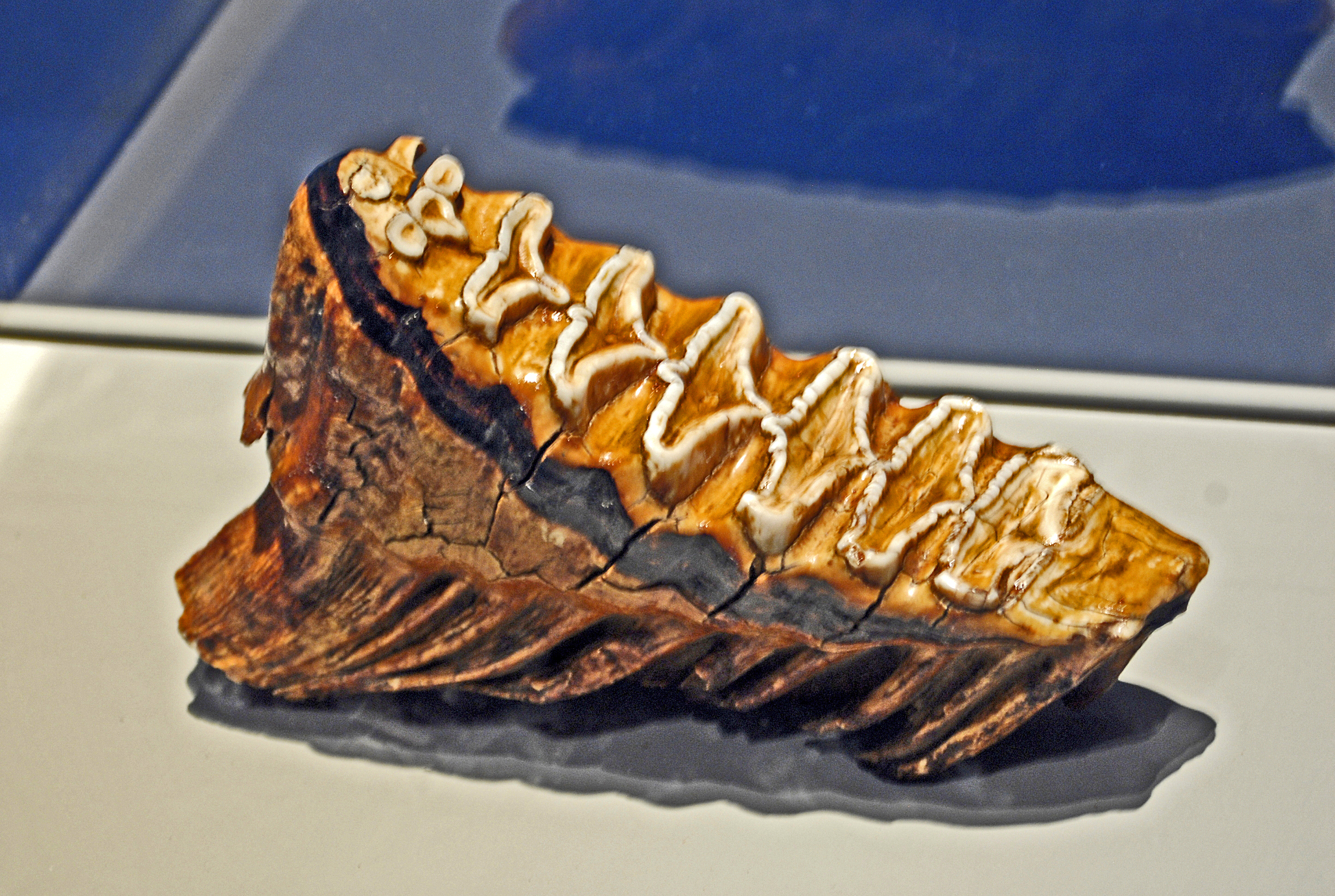
Molare di un elefante africano adulto

La formula dentaria dell'elefante africano di savane è:
L'elefante africano di savane presenta sei molari in ciascun quadrante delle fauci, che erompono a età diverse e differiscono per dimensioni. I primi molari crescono fino a una dimensione di circa 2 centimetri di larghezza per 4 centimetri di lunghezza, ed erompono all'età di un anno per poi cadere all'età di circa 2 anni. I secondi molari iniziano a erompere all'età di sei mesi circa, crescendo fino a 4 centimetri di larghezza per 7 centimetri di lunghezza, per poi cadere a 6-7 anni. I terzi molari erompono a un anno, crescendo fino a 5,2 centimetri di larghezza per 14 centimetri di lunghezza per poi cadere a 8-10 anni. I quarti molari erompono a 6-7 anni, crescendo fino a 6,8 centimetri di larghezza per 17,5 centimetri di lunghezza, per poi cadere all'età di 22-23 anni. Gli alveoli dentali dei quinti molari sono visibili dall'età di 10-11 anni. Crescono fino a 8,5 centimetri di larghezza per 22 centimetri di lunghezza, ed erompono dall'età di 45-48 anni. Gli alveoli dentali dei sesti e ultimi molari sono visibili all'età di 26–28 anni. Crescono fino a 9,4 centimetri di larghezza per 31 centimetri di lunghezza, ed erompono a 65 anni.

#### Zanne

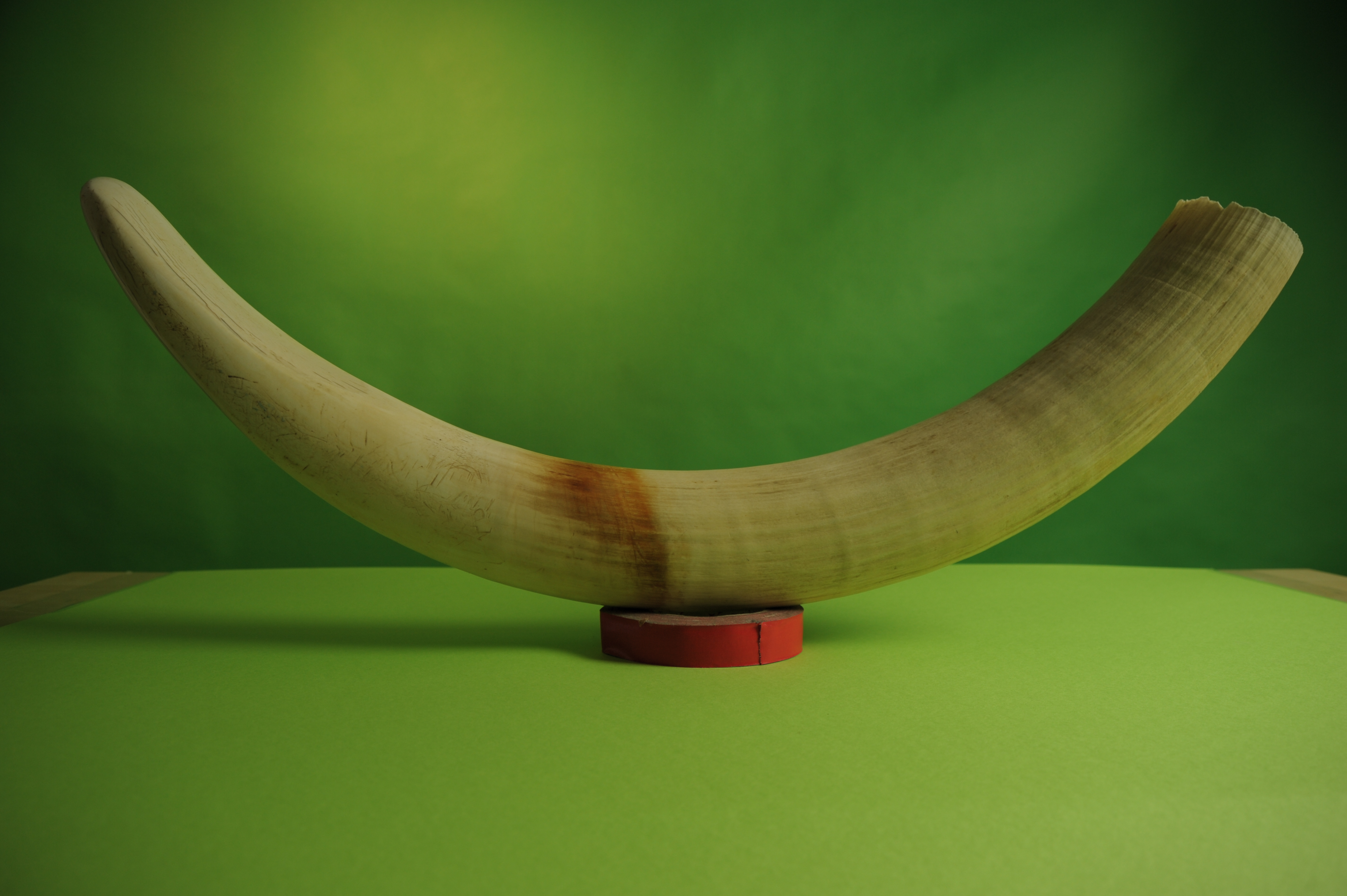
Zanna di un elefante africano di savana

Le zanne crescono da denti da latte che si sviluppano nella mascella e sono costituiti da una corona, una radice e una polpa dentaria, che si formano completamente subito dopo la nascita. Inizialmente, le zanne raggiungono una lunghezza di 5 centimetri. Dopo 1-3 anni di vita, le zanne eruttano dalla mascella e crescono per tutta la vita. Le zanne sono composte da dentina e rivestite da un sottile strato di cemento. Le punte presentano uno strato conico di smalto che di solito si consuma quando l'elefante ha cinque anni. Le zanne dei maschi crescono più velocemente di quelle delle femmine. Il peso medio delle zanne all'età di 60 anni è di 109 kg nei maschi e di 17,7 kg nelle femmine. La zanna di elefante africano più lunga conosciuta misurava 3,51 metri e pesava 117 kg.

### Pelle e orecchie
L'elefante africano di savana ha una pelle spessa e ruvida di colore grigio-marrone con radi peli sul corpo, tranne che sulla coda dove formano un lungo ciuffo. Le sue grandi orecchie coprono interamente le spalle, e possono crescere fino a 2 metri × 1,5 metri. Le grandi orecchie aiutano gli elefanti africani a ridurre il calore corporeo; sbattendole creano correnti d'aria ed espongono i lati interni delle orecchie dove i grandi vasi sanguigni aumentano la dispersione del calore durante la stagione calda. Le orecchie dell'elefante africano sono appuntite e di forma triangolare. Il cranio dell'animale è appiattito frontalmente, mentre il dorso è marcatamente curvo.

## Distribuzione e habitat

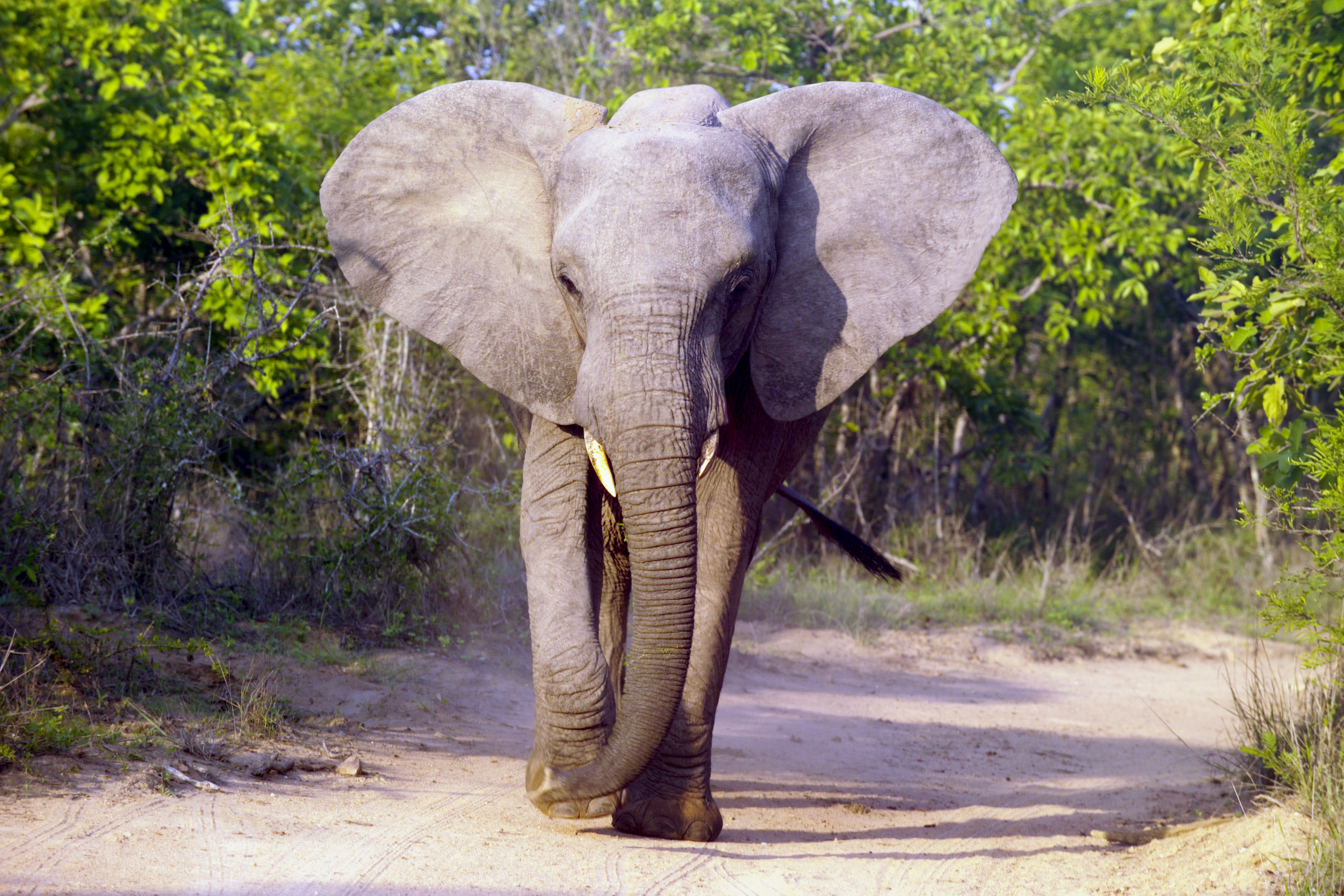
Un esemplare al Kruger National Park, Sudafrica

Gli elefanti africani di savana sono diffusi in buona parte dell'Africa sub-sahariana, tra cui Uganda, Kenya, Tanzania, Botswana, Zimbabwe, Namibia, Zambia e Angola. Questi animali si spostano in una grande varietà di habitat, che comprendono foreste subtropicali e temperate, praterie secche e stagionalmente allagate, zone umide e terreni agricoli dal livello del mare ai pendii montuosi. In Mali e Namibia, abita anche aree desertiche.
In Etiopia, l'elefante africano è stato storicamente documentato fino a un'altitudine di 2 500 metri. Alla fine degli anni settanta, la popolazione si era ridotta a due branchi, uno nella valle del fiume Dawa e uno vicino al confine con il Kenya.

## Tassonomia
Originariamente, l'elefante africano era conosciuto come Elephas africanus, il nome scientifico proposto da Johann Friedrich Blumenbach nel 1797. Il nome Loxodonta venne proposto come nome del genere per gli elefanti africani da Georges Cuvier, nel 1824. Il nome Loxodonta fa riferimento alla forma a diamante dello smalto dei molari, che differiscono notevolmente dalla forma dello smalto dei molari dell'elefante asiatico.
Nel XIX e XX secolo, diversi esemplari zoologici furono descritti da naturalisti e curatori di musei di storia naturale di varie parti dell'Africa, tra cui:
- Elephas (Loxodonta) oxyotis ed Elephas (Loxodonta) knochenhaueri di Paul Matschie, nel 1900. Il primo era un esemplare abbattuto lungo il fiume Atbara nell'Etiopia settentrionale, mentre il secondo era un esemplare abbattuto nell'area di Kilwa, in Tanzania.[22]
- Elephas africanus toxotis, selousi, peeli, cavendishi, orleansi e rothschildi di Richard Lydekker, nel 1907, che riteneva che le dimensioni delle orecchie fossero un carattere distintivo per classificare più sottospecie. Questi esemplari vennero abbattuti, rispettivamente, in Sudafrica, Mashonaland nello Zimbabwe, nei Monti Aberdare e l'area del Lago Turkana in Kenya, nel Somaliland e nel Sudan occidentale.[23]
- L'elefante nordafricano (L. a. pharaohensis) di Paul E. P. Deraniyagala, nel 1948, era un esemplare proveniente da Fayum, in Egitto.[24]

Oggi questi nomi sono tutti considerati sinonimi di Loxodonta africana.

### Filogenesi
Uno studio genetico basato sull'analisi mitogenomica ha rivelato che l'elefante africano e quello asiatico si sono separati geneticamente circa 7,6 milioni di anni fa. L'analisi filogenetica del DNA nucleare di elefanti africani di savane e di foresta, dell'elefante asiatico, del mammut lanoso e del mastodonte americano ha rivelato che l'elefante africano di savana e l'elefante africano di foresta formano un gruppo gemello geneticamente divergente di almeno 1,9 milioni di anni fa. Sono quindi considerate specie distinte. Tuttavia, il flusso genico tra le due specie potrebbe essersi verificato dopo la scissione.

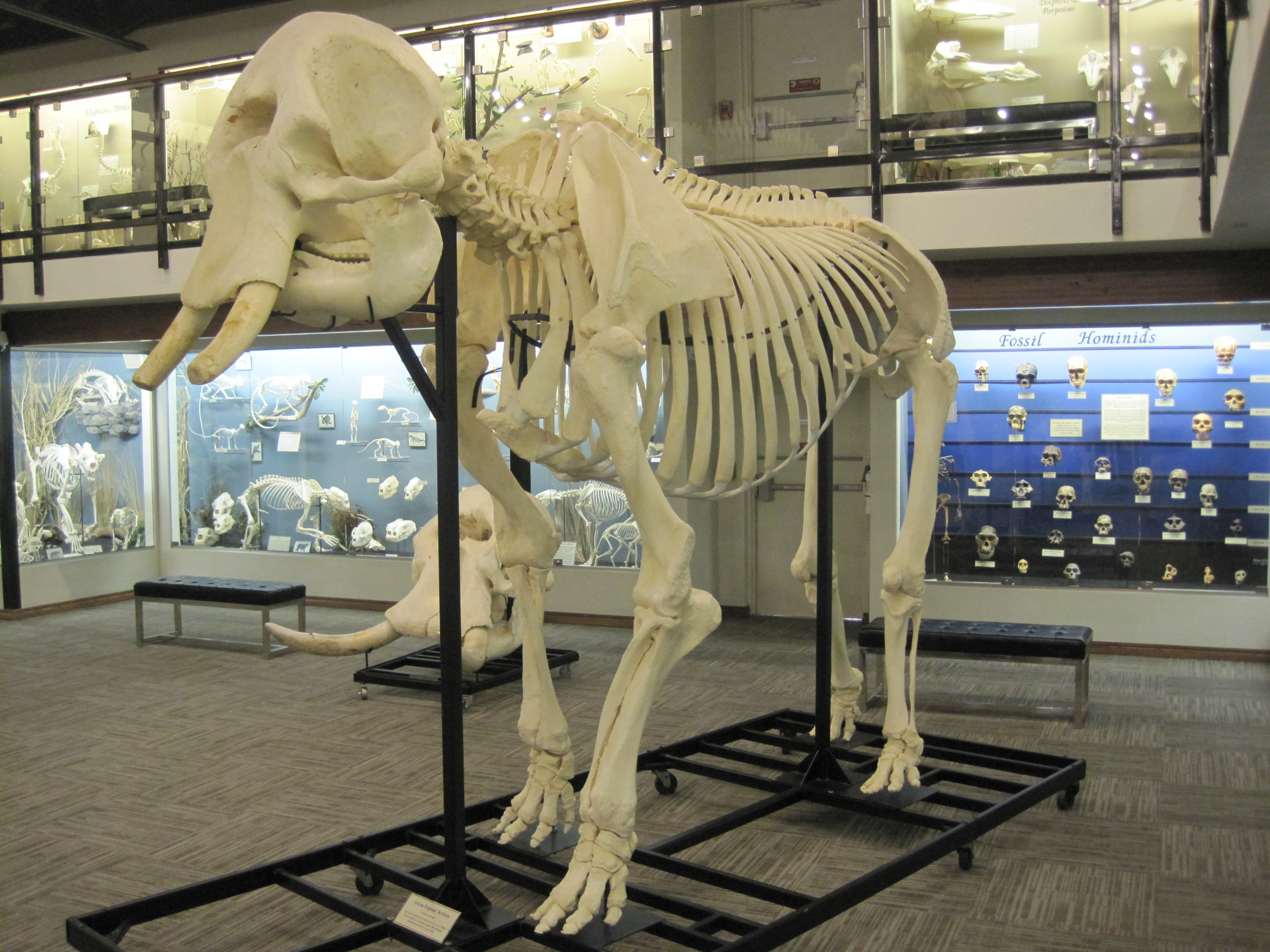
Lo scheletro di una femmina di elefante africano in mostra al Museo di Osteologia, Oklahoma City, Oklahoma
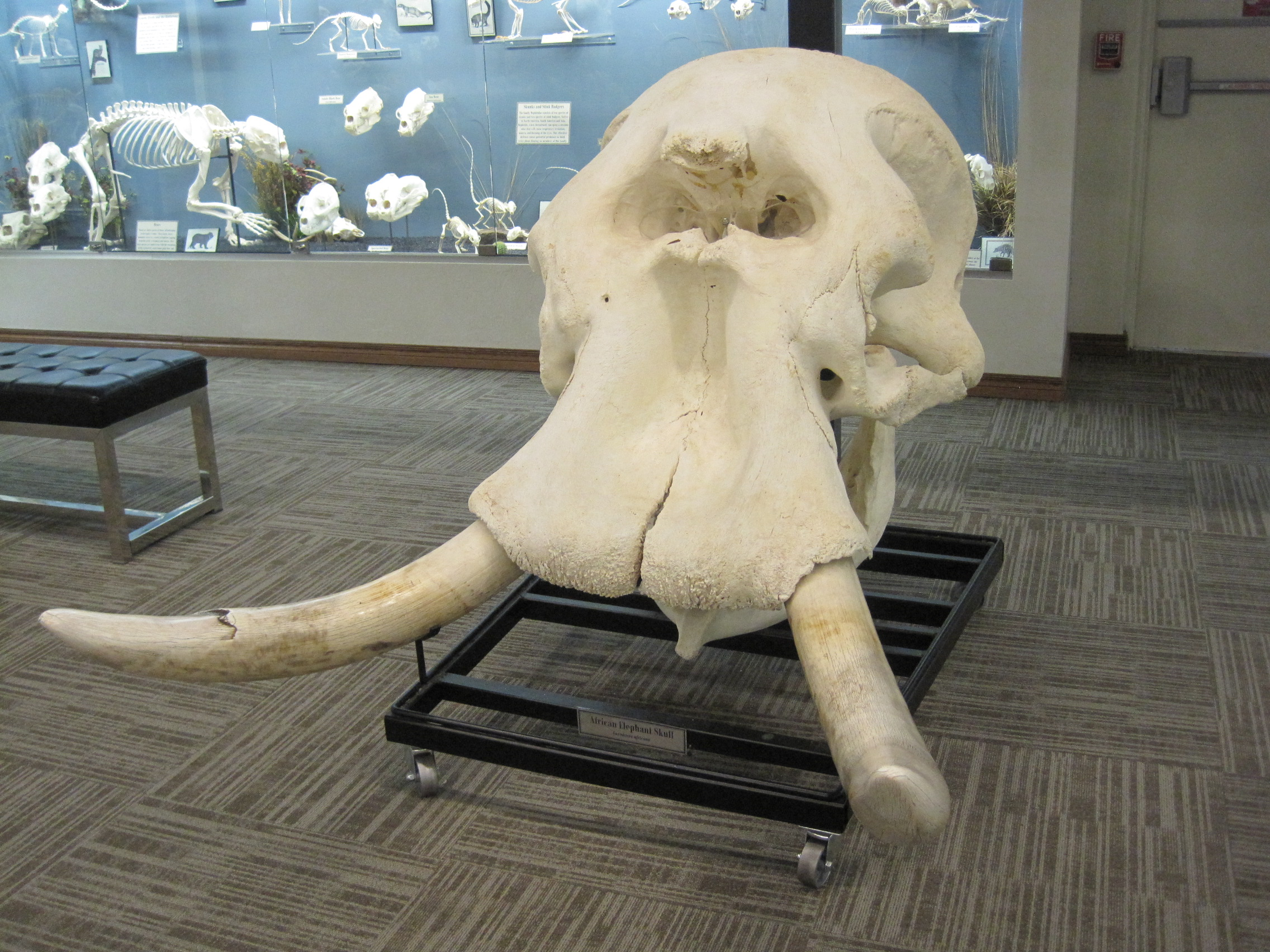
Il cranio di un elefante africano maschio in mostra al Museo di Osteologia, Oklahoma City
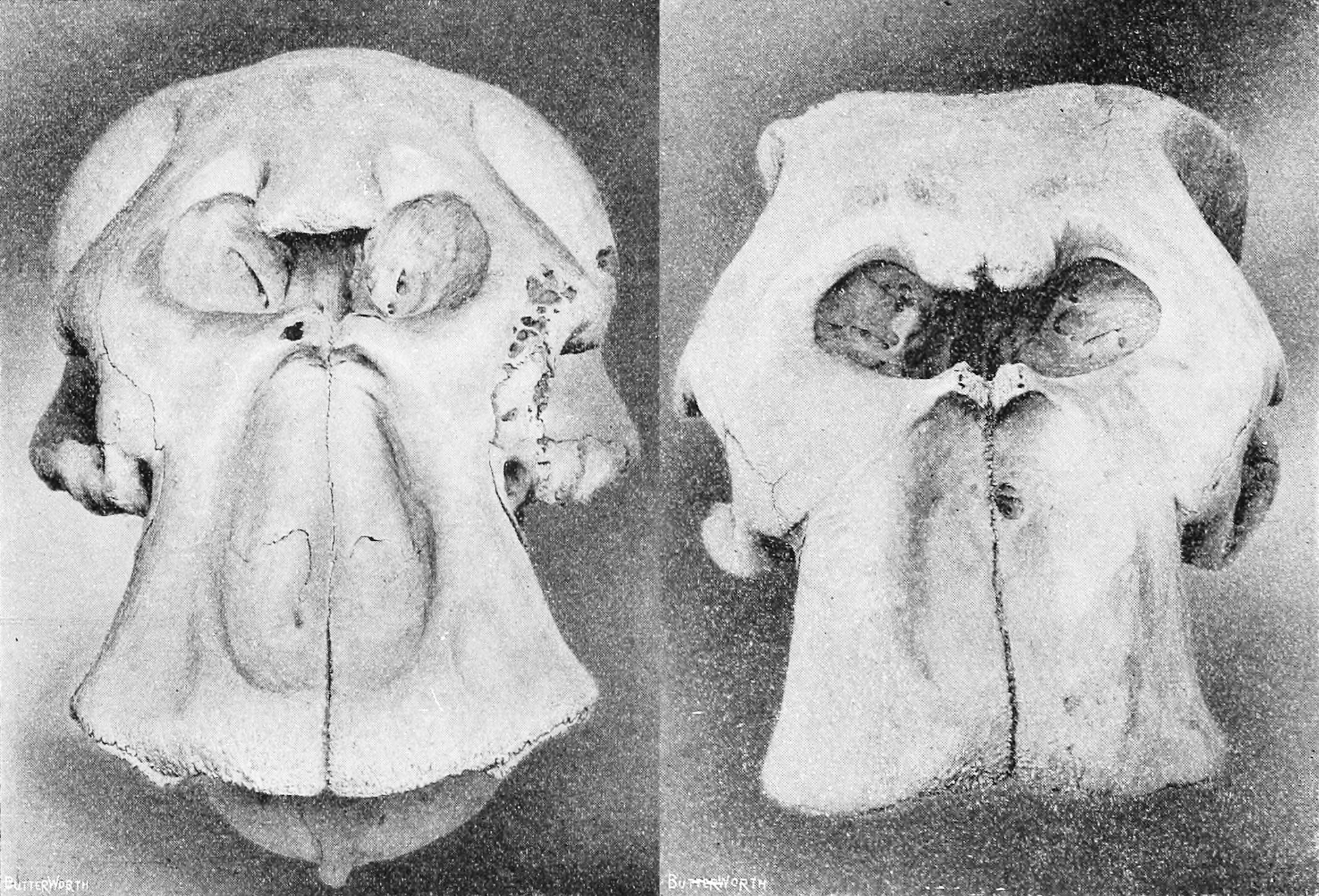
Confronto tra il cranio di un elefante africano di savana (sinistra) e quello di un elefante africano di foresta (destra)

## Biologia

### Comportamento sociale
Il nucleo della società degli elefanti è l'unità familiare, che comprende diverse femmine adulte, le loro figlie di tutte le età e i loro figli in età prepuberale. Due o più nuclei familiari che hanno stretti legami sono definiti "gruppi di parentela" da Iain Douglas-Hamilton che ha osservato gli elefanti africani per 4,5 anni nel Lake Manyara National Park. Il nucleo familiare è guidato da una matriarca, la femmina più anziana, che a volte guida anche il gruppo di parentela. Le dimensioni del gruppo variano a seconda della località e delle stagioni. Nei parchi nazionali Tsavo East e Tsavo West, i gruppi sono più numerosi nella stagione delle piogge e nelle aree dalla vegetazione più scarsa. Le indagini aeree tra la fine degli anni sessanta e l'inizio degli anni settanta hanno rivelato una dimensione media del gruppo di 6,3 individui nel Parco nazionale dei Monti Rwenzori, in Uganda, e 28,8 individui nella Riserva di caccia di Chambura. In entrambe le località, gli elefanti si aggregavano insieme durante la stagione delle piogge, mentre si scioglievano durante la stagione secca.
I gruppi cooperano durante la ricerca di cibo e acqua, nella difesa del gruppo e nella cura della prole, chiamata allomaternale, in cui tutto il gruppo di femmine provvedono alla crescita dei cuccioli, anche se non sono i loro, aiutando la madre biologica a crescere il proprio cucciolo, soprattutto se inesperta. I giovani maschi si separano gradualmente dal nucleo familiare intorno ai 10-19 anni. In genere conducono un'esistenza solitaria, oppure si aggregano con altri maschi formando piccoli gruppi di soli maschi. Quando un esemplare anziano si accascia al suolo, si possono osservare gli altri esemplari tentare di risollevarlo e rimanergli accanto finché non spira. I piccoli si mantengono all'interno del branco, e sono efficacemente protetti da tutti gli adulti in caso di attacco di predatori. La difesa dei cuccioli è anche uno dei possibili motivi che possono portare un elefante adulto a mostrarsi aggressivo verso gli esseri umani.

### Dieta
L'elefante africano è un erbivoro. La sua dieta consiste principalmente di erbe e piante rampicanti. Gli adulti possono consumare fino a 150 kg di cibo al giorno. Durante la stagione secca, la dieta degli elefanti include anche foglie e corteccia. La corteccia d'albero, in particolare, contiene un alto livello di calcio. Gli elefanti del Babille Elephant Sanctuary consumano foglie e frutti di cherimoya, papaia, banani, guava e foglie, steli e semi di mais, sorgo e canna da zucchero. Grazie alla sua lunga e robusta proboscide, questi animali sono in grado di raggiungere anche i rami più alti. Se non riescono ad arrivarvi, spesso gli elefanti ricorrono a una soluzione più drastica, sradicando del tutto l'albero per poi nutrirsi delle sue fronde. Un branco di elefanti quindi esercita un certo impatto sull'ambiente, arrivando anche a disboscare piccole aree di vegetazione. Grazie alla notevole lunghezza del suo intestino, l'elefante riesce a digerire qualsiasi tipo di vegetale. Proporzionatamente, gli elefanti depositano 250 kg di escrementi al giorno, che fungono da immensa riserva per gli scarabei stercorari. Per integrare la loro dieta con minerali, si riuniscono in pozze d'acqua ricche di minerali, termitai e affioramenti minerali. Gli affioramenti minerali di sale visitati dagli elefanti nel Kalahari contengono alte concentrazioni di sodio solubile in acqua. Gli elefanti bevono circa 180–230 litri di acqua al giorno e sembrano preferire i siti in cui l'acqua e il suolo contengono sodio. Nel Kruger National Park e sulle rive del lago Kariba, si è osservato che gli elefanti ingeriscono la cenere, anch'essa contenente sodio.

### Musth

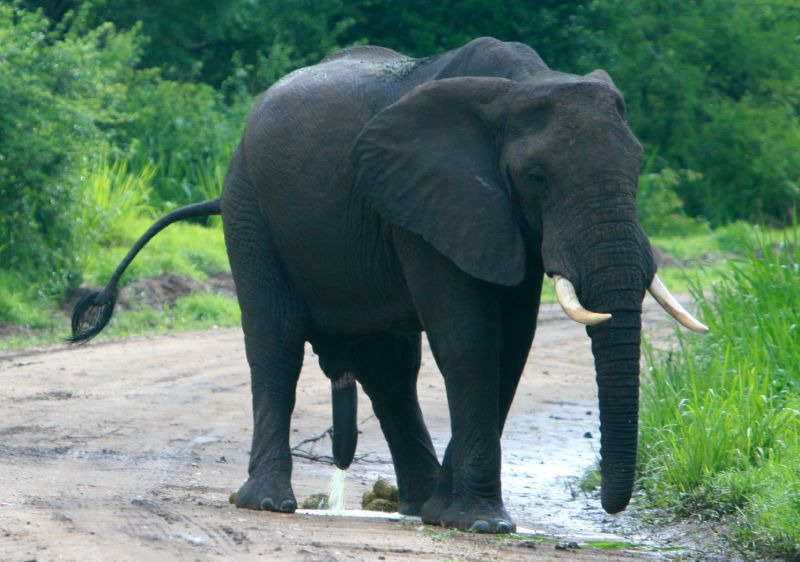
Maschio con i sintomi del musth, Selous, Tanzania

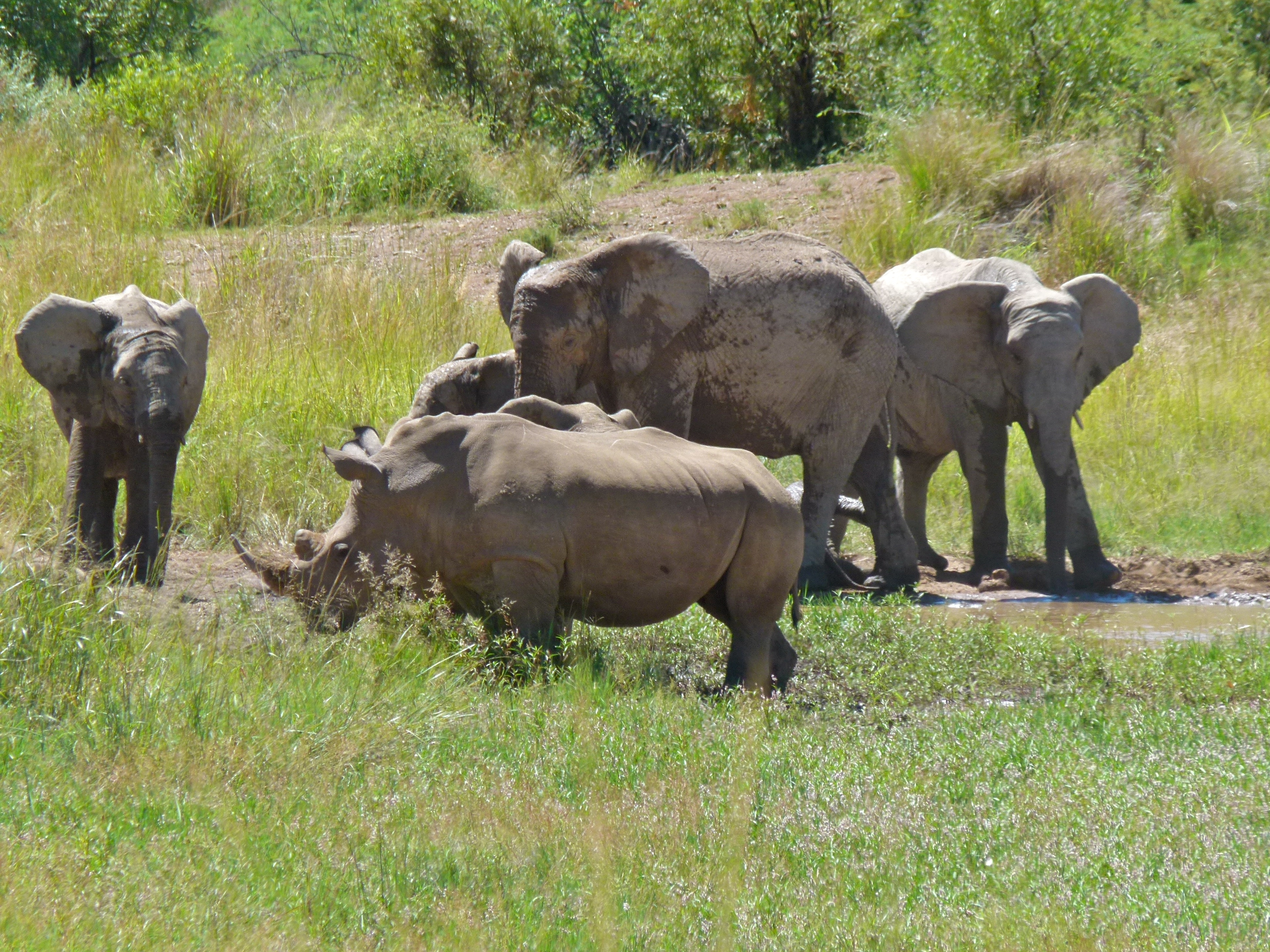
Elefanti e rinoceronti bianchi, al Pilanesberg National Park

La maturità sessuale negli elefanti africani varia con le condizioni ambientali e solitamente viene raggiunta da entrambi i sessi fra gli 8 e i 13 anni. Nelle femmine l'estro si verifica mediamente ogni due mesi. La fase di eccitazione sessuale dei maschi viene definita musth, o must. Nel Parco nazionale di Amboseli, venne osservato come i maschi di elefante africano adulti durante il musth sviluppassero un rigonfiamento delle ghiandole temporali e la secrezione di un fluido, il fluido musth, che scorre lungo le loro guance. Contemporaneamente, cominciano a gocciolare urina, inizialmente come discrete gocce e successivamente come un flusso regolare. Queste manifestazioni di musth durano da pochi giorni a interi mesi, a seconda dell'età e delle condizioni di salute del maschio. Quando un maschio urina da molto tempo, la parte prossimale del pene e l'estremità distale della guaina mostrano una colorazione verdastra, chiamata "sindrome del pene verde" da Joyce Poole e Cynthia Moss. I maschi in musth diventano estremamente aggressivi, e iniziano a proteggere le femmine con cui intendono accoppiarsi dagli altri maschi. Le stesse femmine, quando in estro, prediligono i maschi che hanno sperimentato il musth. Il testosterone urinario aumenta durante il musth. I maschi iniziano a sperimentare il musth all'età di 24 anni. I periodi di musth sono brevi e sporadici nei giovani maschi fino a 35 anni e durano da pochi giorni a intere settimane. I maschi più anziani rimangono in musth per due-cinque mesi all'anno. Il musth si verifica principalmente durante e dopo la stagione delle piogge e quando le femmine sono in estro. I maschi in musth sono molto aggressivi nei confronti degli altri maschi in musth minacciandoli e scacciandoli. Quando i maschi anziani e di alto rango in musth minacciano e scacciano i giovani maschi, quest'ultimi lasciano il gruppo o il loro musth cessa.
Tra il 1992 e il 1997, dei giovani maschi in musth uccisero circa 50 rinoceronti bianchi nel Parco nazionale di Pilanesberg. Questo comportamento insolito è stato attribuito all'età e alla socializzazione dei giovani maschi: erano orfani di 17-25 anni provenienti da nuclei familiari abbattuti, cresciuti senza la guida di maschi dominanti. Quando sei maschi adulti furono introdotti nel parco, i giovani maschi non attaccarono più i rinoceronti. Questa esperienza indica che i maschi più anziani sopprimono il musth e l'aggressività dei maschi più giovani. Incidenti simili furono registrati nel Parco di Hluhluwe-Umfolozi, dove, tra il 1991 e il 2001, dei giovani maschi uccisero 5 rinoceronti neri e 58 rinoceronti bianchi. Dopo l'introduzione di maschi più grandi di età compresa tra i 10 e i 45 anni, il numero di rinoceronti uccisi dagli elefanti è diminuito notevolmente.

### Riproduzione

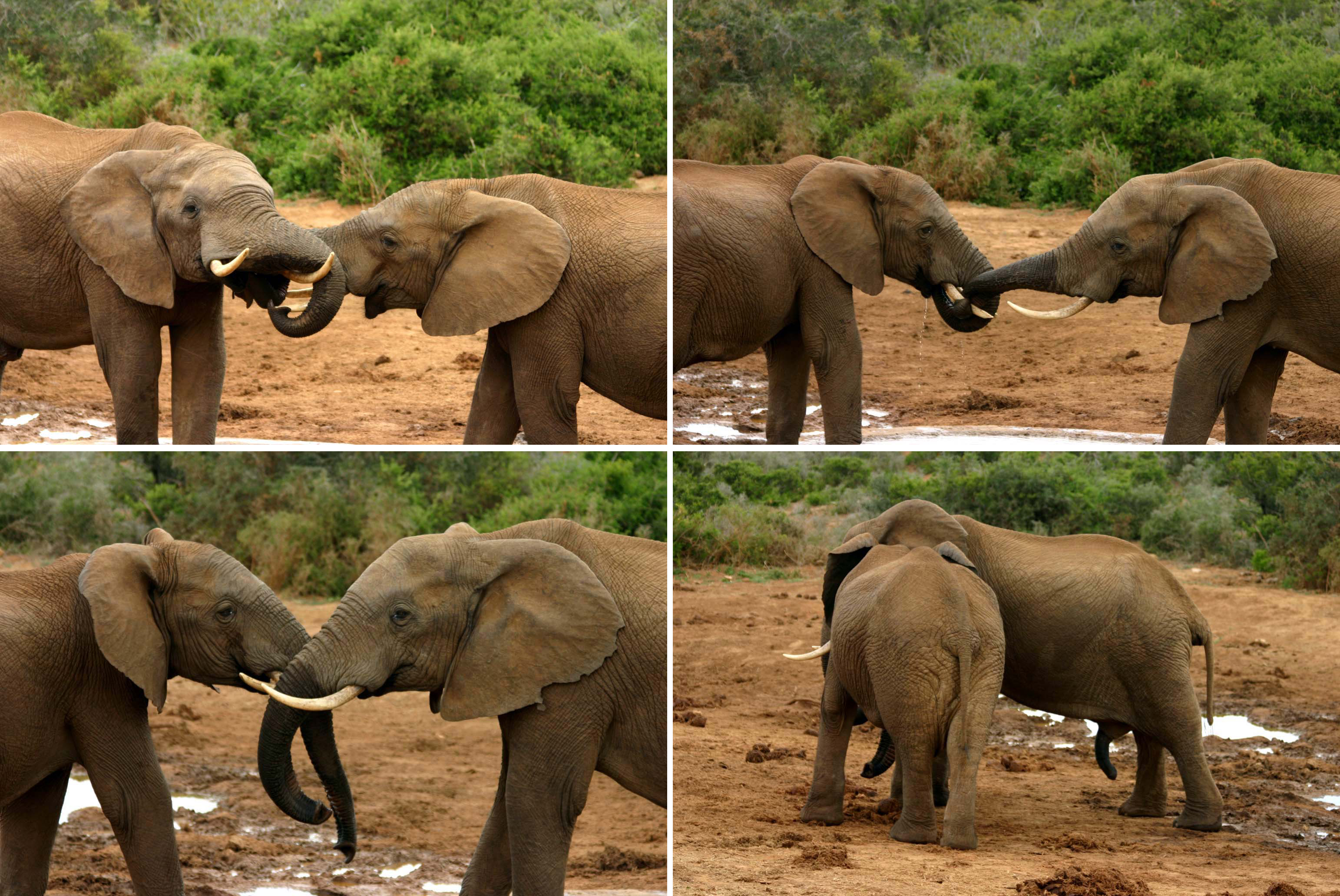
Corteggiamento, Addo Elephant Park

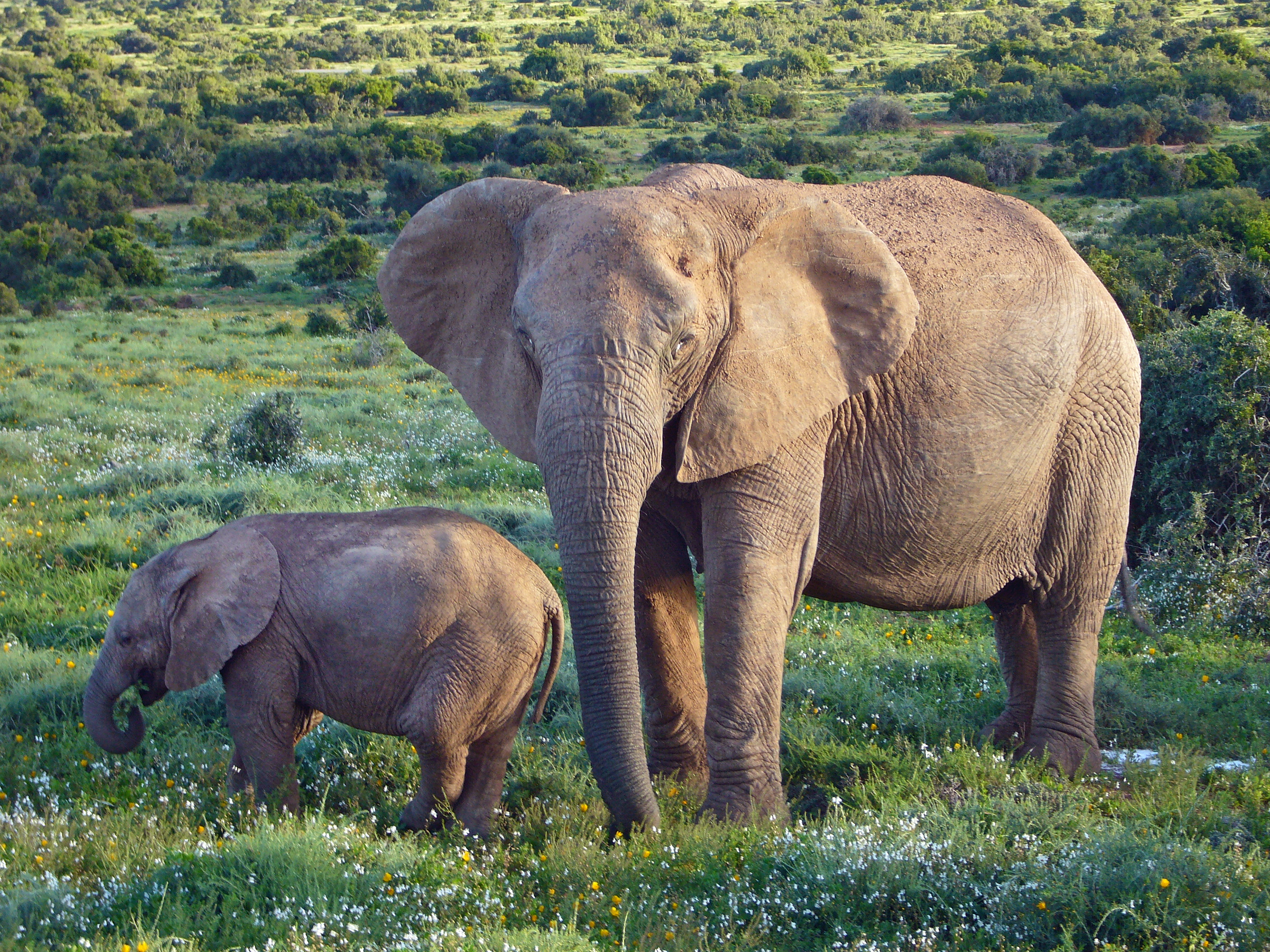
Una elefantessa con il suo piccolo

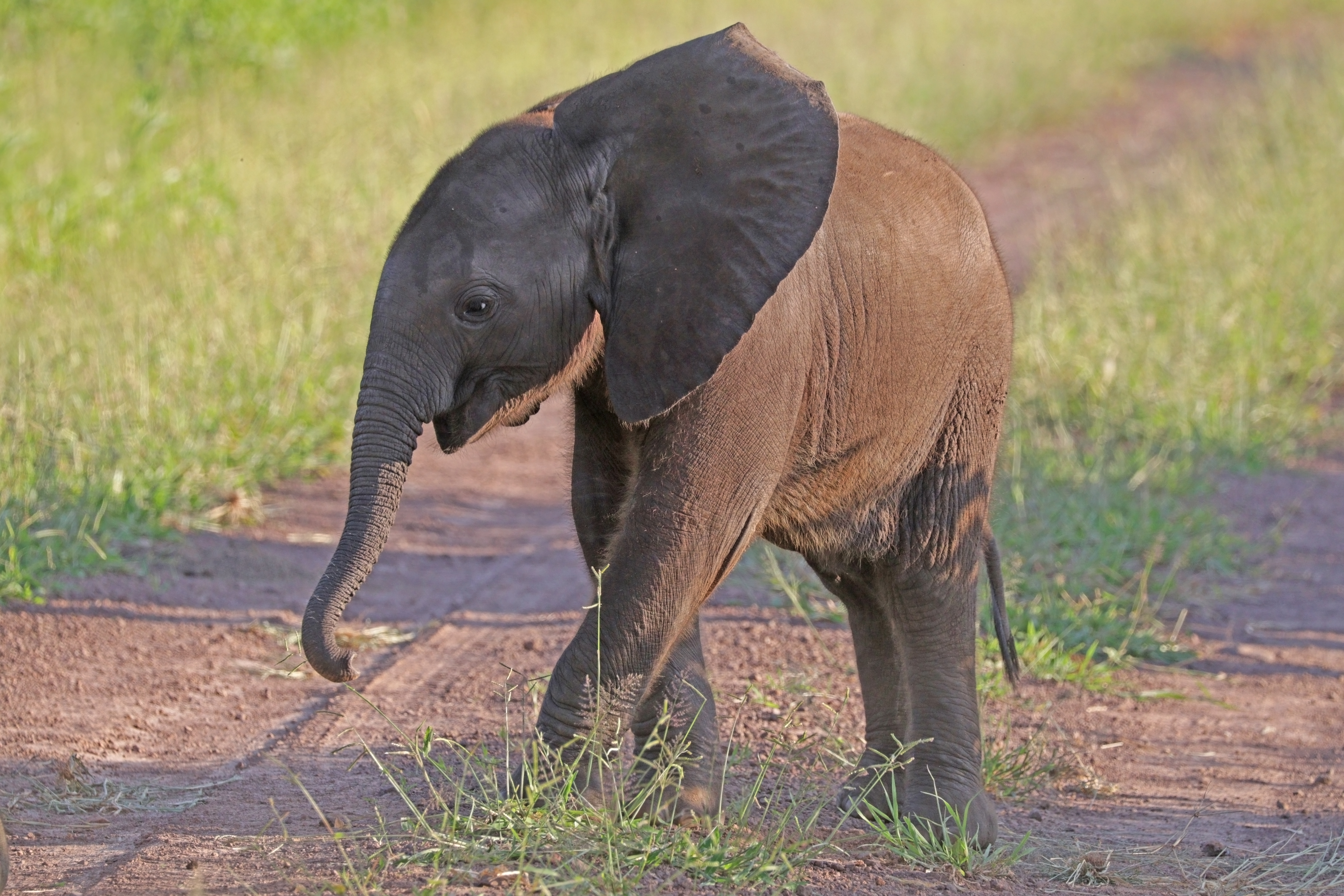
Elefantino di sei settimane, nello Zimbabwe

La spermatogenesi inizia quando i maschi hanno circa 15 anni. Le femmine ovulano per la prima volta all'età di 11 anni. Sono in estro da due a sei giorni. In cattività, le femmine hanno un ciclo estrale della durata di 14-15 settimane. Le gonadi fetali si ingrandiscono durante la seconda metà della gravidanza.
Gli elefanti africani si accoppiano durante la stagione delle piogge. I maschi in musth percorrono lunghe distanze in cerca di femmine, guidati da segnali olfattivi lasciati da quest'ultime, e si uniscono a nuclei familiari numerosi. Una volta unitisi a un gruppo familiare i maschi cercano una femmina ascoltando i loro barriti, e i loro richiami a bassa frequenza, e attraendo le femmine con richiami e lasciando scie di urina dal forte odore. Le femmine in particolare tendono a scegliere e cercare maschi in musth, ascoltando i loro richiami e seguendo le loro tracce di urina. I maschi in musth hanno più successo nell'ottenere l'opportunità di accoppiarsi rispetto ai maschi che non sono in musth. Le femmine tendono ad allontanarsi dai maschi che tentano di testare la loro condizione estrale. Se inseguite da più maschi, le femmine scappano. Una volta che scelgono i loro partner d'accoppiamento, cercano di stare alla larga dagli altri maschi che vengono minacciati e scacciati dal maschio prescelto. La competizione tra i maschi a volte prevale sulla loro scelta.
La gestazione dell'elefante africano è la più lunga di tutti i mammiferi, e dura 20-22 mesi, al termine del quale nasce un solo piccolo (parti gemellari sono possibili ma rarissimi). Presso il Wankie National Park, è stato stimato che l'intervallo tra le nascite è di circa 3,9-4,7 anni. Negli anni settanta, nelle zone dove la pressione della caccia agli elefanti adulti era in crescita le femmine partorivano una volta ogni 2,9-3,8 anni. Le femmine del Parco nazionale di Amboseli partoriscono in media una volta ogni cinque anni.
La nascita di un elefantino è stata osservata nello Tsavo East National Park, nell'ottobre 1990. Un gruppo di 80 elefanti, inclusi otto maschi, si era radunato al mattino in un raggio di 150 metri intorno al luogo della nascita. Un piccolo gruppo di elefantini e femmine stava vicino alla femmina incinta, brontolando e sbattendo le orecchie. Una delle femmine sembrava aiutarla. Durante il travaglio, un fluido scorreva dai suoi canali temporale e uditivi. Continuò a rimanere in piedi fino a che non partorì. L'elefantino neonato si alzò in piedi dopo 30 minuti, e cominciò a camminare circa 20 minuti dopo. La madre espulse la placenta circa 100 minuti dopo la nascita e la ricoprì immediatamente di terra. Si pensa che ciò prevenga che l'odore della placenta attiri i predatori. I cuccioli nati in cattività pesano tra i 100 e i 120 kg (220 e 260 libbre) alla nascita e aumentano di circa 0,5 kg (1,1 libbre) al giorno. Le femmine allattano i propri cuccioli per circa 4,8 anni. Durante i primi tre mesi di vita i cuccioli si nutrono esclusivamente del latte materno. Successivamente, iniziano a nutrirsi in modo indipendente e aumentano lentamente il tempo trascorso a nutrirsi fino a quando non hanno due anni. Durante i primi tre anni, i cuccioli maschi trascorrono più tempo a succhiare e crescono più velocemente delle femmine. Dopo questo periodo, le madri respingono i cuccioli maschi più frequentemente rispetto alle femmine. In caso di allontanamento momentaneo o di morte della madre il cucciolo viene preso in consegna da altre femmine del branco.
L'elefante è un animale notoriamente molto longevo; vive mediamente 70-75 anni; in almeno un caso noto un individuo ha superato gli 80 anni. La durata della sua generazione è di circa 25 anni.

### Predatori
Nel Chobe National Park del Botswana, i giovani elefanti solitari sono spesso predati dai leoni. Normalmente gli elefanti non sono una preda abituale per i leoni, e rientrano nella loro dieta solo quando le prede più piccole sono scarse. Tra il 1993 e il 1996, i leoni hanno attaccato con successo 74 elefanti; 26 avevano più di nove anni e uno era un maschio di oltre 15 anni. La maggior parte veniva uccisa di notte e le cacce avvenivano durante le notti di luna calante, dove l'assenza della luna rende la visibilità per gli elefanti ancora più limitata. Nello stesso parco, i leoni uccisero otto elefanti, nell'ottobre 2005, di età compresa tra uno e undici anni, due dei quali di età superiore a otto anni. Le cacce avvenivano dopo il tramonto, con branchi di 27 leoni o più, e con mandrie di elefanti di circa cinque elefanti.

## Minacce
L'elefante africano è minacciato principalmente dalla perdita e la frammentazione dell'habitat in seguito alla conversione del suo habitat naturale in terreni per l'allevamento del bestiame, per piantagioni di colture non legnose e per la costruzione di aree urbane e industriali. Di conseguenza, il conflitto uomo-elefante è in aumento.

### Bracconaggio

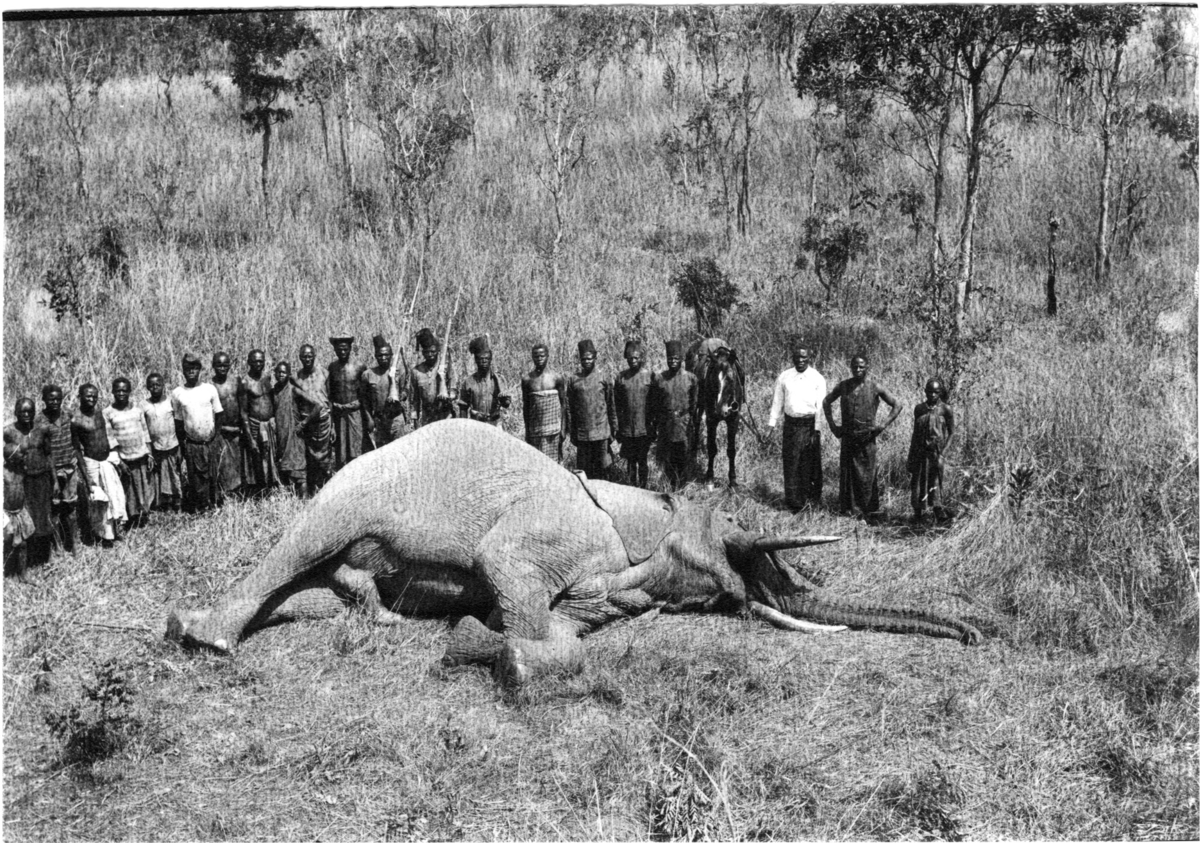
Elefante abbattuto da un gruppo di nativi africani

I bracconieri prendono di mira soprattutto gli elefanti maschi per le loro zanne, il che porta a un rapporto tra i sessi distorto e influisce sulle possibilità di sopravvivenza di una popolazione. L'accesso dei bracconieri ai mercati neri non regolamentati è facilitato dalla corruzione e dai periodi di guerra civile in alcuni paesi compresi nella distribuzione geografica degli elefanti.
Nel giugno 2002, un container imballato con più di 6,5 tonnellate di avorio è stato confiscato a Singapore. Conteneva 42.120 sigilli hanko e 532 zanne di elefanti africani originari dell'Africa meridionale, abbattuti nello Zambia e nei paesi limitrofi. Tra il 2005 e il 2006, un totale di 23.461 tonnellate di avorio, più 91 zanne non pesate di elefanti africani, sono state confiscati in dodici grandi partite spedite in Asia.
Quando il commercio internazionale dell'avorio ha riaperto nel 2006, la domanda e il prezzo dell'avorio sono aumentati in tutta l'Asia. Nel 2005, La popolazione di elefanti africani di savana nel Parco Nazionale Zakouma, nel Ciad, contava 3.900 individui. Nel giro di cinque anni più di 3.200 elefanti vennero abbattuti. Il parco non aveva guardie sufficienti per combattere il bracconaggio e le loro armi erano obsolete. Reti ben organizzate hanno facilitato il contrabbando dell'avorio attraverso il Sudan. In quegli anni il bracconaggio aumentò anche in Kenya. Nella Riserva Nazionale di Samburu, 41 maschi vennero uccisi illegalmente tra il 2008 e il 2012, una cifra pari al 31% della popolazione di elefanti della riserva.
Questi abbattimenti erano legati alle confische dell'avorio e all'aumento dei prezzi sul mercato nero locale. Circa 10370 zanne vennero confiscate a Singapore, Hong Kong, Taiwan, Filippine, Thailandia, Malaysia, Kenya e Uganda tra il 2007 e il 2013. L'analisi genetica di alcuni campioni di zanne mostrarono che provenivano da elefanti africani selvatici uccisi in Tanzania, Mozambico, Zambia, Kenya e Uganda. La maggior parte dell'avorio era contrabbandato attraverso i paesi dell'Africa orientale.

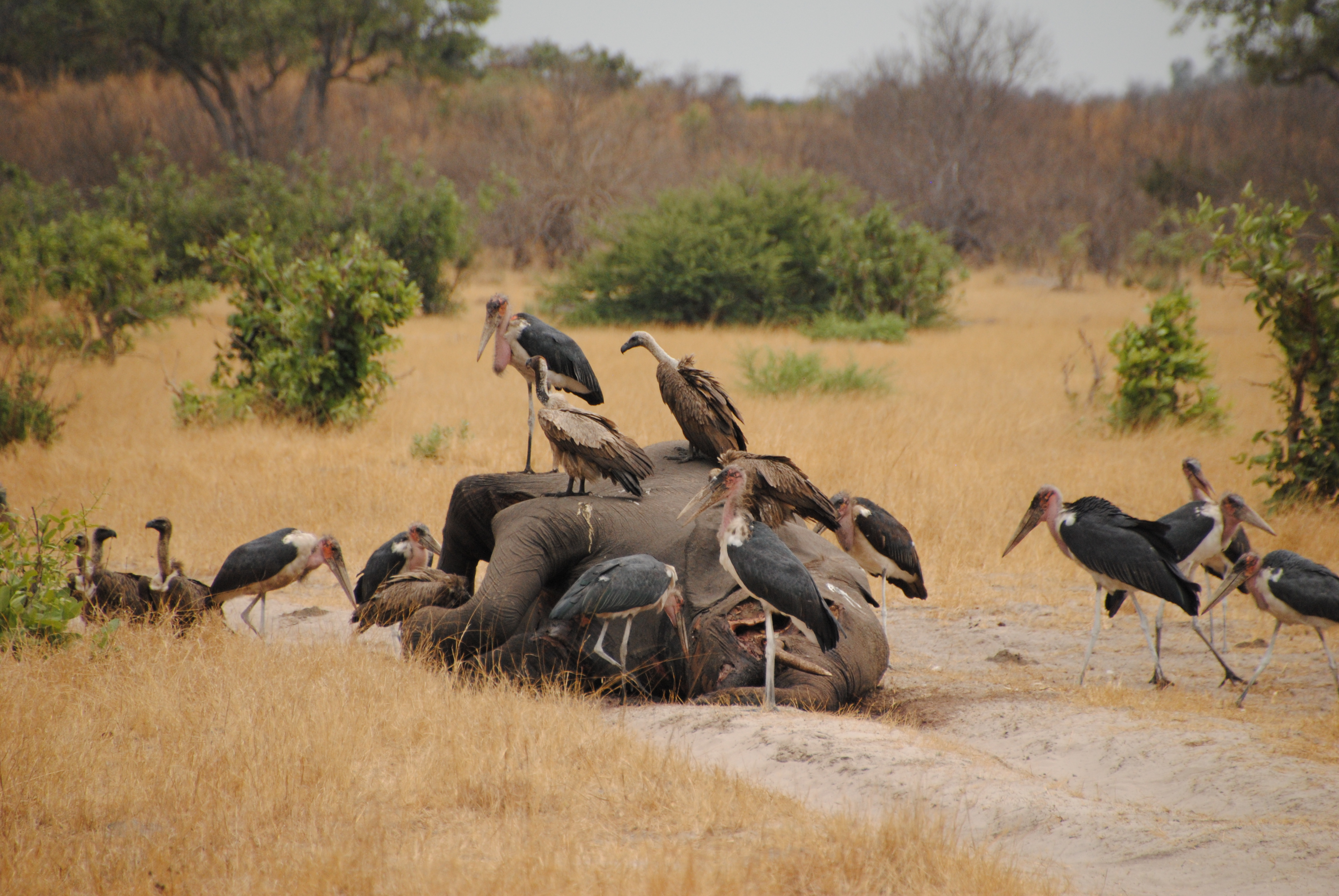
Le carcasse degli elefanti attirano numerosi animali spazzini che aiutano i ranger a tracciare le attività dei bracconieri

Tra il 2003 e il 2015, venne segnalato l'abbattimento illegale di 14.606 elefanti africani dai ranger di 29 paesi dell'area. Il Ciad è un importante paese di transito per il contrabbando dell'avorio nell'Africa occidentale. Questa tendenza è stata ridotta aumentando le sanzioni per il bracconaggio e migliorando le forze dell'ordine.
Durante il XX secolo, la popolazione di elefanti africani era stata gravemente decimata. Il bracconaggio dell'elefante risale agli anni 1970 e 1980, considerati i più grandi stermini della storia. Sfortunatamente, la specie è messa in pericolo a causa delle limitate aree di conservazione previste in Africa. Nella maggior parte dei casi, gli elefanti venivano uccisi vicino al limite delle aree protette.
Oltre a essere bracconati, le carcasse degli elefanti vengono spesso avvelenate dai bracconieri, per evitare che esse vengano scoperte dagli avvoltoi che aiutano i ranger a tracciare l'attività dei bracconieri. Ciò mette in pericolo anche numerose specie di uccelli spazzini che si nutrono delle carcasse di grandi animali. Il 20 giugno 2019, le carcasse di 468 grifoni dorsobianco africani, 17 avvoltoi testabianca, 28 capovaccai pileati, 14 avvoltoi orecchiuti e 10 grifoni del Capo (complessivamente 537 avvoltoi in via di estinzione), oltre a due aquile rapaci, sono state trovate nel Botswana settentrionale. Si sospetta che tutti questi uccelli siano morti dopo aver mangiato le carcasse avvelenate di tre elefanti nella zona.

### Perdita dell'habitat
Vaste aree dell'Africa subsahariana sono state trasformate per uso agricolo e per la costruzione di infrastrutture. Questo disturbo lascia gli elefanti senza un habitat stabile e limita la loro capacità di muoversi liberamente. Le grandi società associate al disboscamento commerciale e all'estrazione mineraria hanno smantellato la terra, offrendo ai bracconieri un facile accesso all'habitat dell'elefante africano. Man mano che lo sviluppo umano cresce, la popolazione umana affronta più frequentemente il problema del contatto con gli elefanti, a causa della necessità della specie di cibo e acqua. Gli agricoltori che risiedono nelle aree vicine alle aree selvatiche o alla riserve entrano spesso in conflitto con gli elefanti africani che razziano i loro raccolti. In molti casi, gli agricoltori uccidono gli elefanti all'istante se questi si avvicinano troppo al loro villaggio o ai loro raccolti. Sono stati, inoltre, segnalati elefanti morti per l'intossicazione causata dalla dispersione della pianta invasiva, Cryptostegia grandiflora.

### Patologie
Le osservazioni del Parco nazionale d'Etosha indicano che l'elefante africano può morire a causa dell'antrace soprattutto a novembre, alla fine della stagione secca. Le spore di antrace si diffondono attraverso i tratti intestinali di avvoltoi, sciacalli e iene che si nutrono delle carcasse. Nel 2019, l'antrace ha ucciso oltre cento elefanti in Botswana. Si pensa che gli elefanti selvatici possano contrarre la tubercolosi fatale dagli esseri umani. L'infezione degli organi vitali da parte dei batteri Citrobacter freundii ha causato la morte di un elefante selvatico altrimenti sano dopo la sua cattura e il suo ricollocamento.
La causa della morte di oltre 400 elefanti selvatici nel delta dell'Okavango, in Botswana, nel 2020 è sconosciuta, ma si sospetta che sia stata causata da una pericolosa neurotossina. Gli elefanti iniziarono a morire nell'aprile 2020 nella zona umida nel nord-ovest del paese. Sia gli esemplari giovani sia gli adulti vagano confusi, emaciati e in difficoltà, crollando a terra quando la tossina sospetta alterava le loro funzioni motorie e le loro gambe si paralizzavano. Il bracconaggio, l'avvelenamento e l'antrace sono stati esclusi come potenziali cause.

## Conservazione

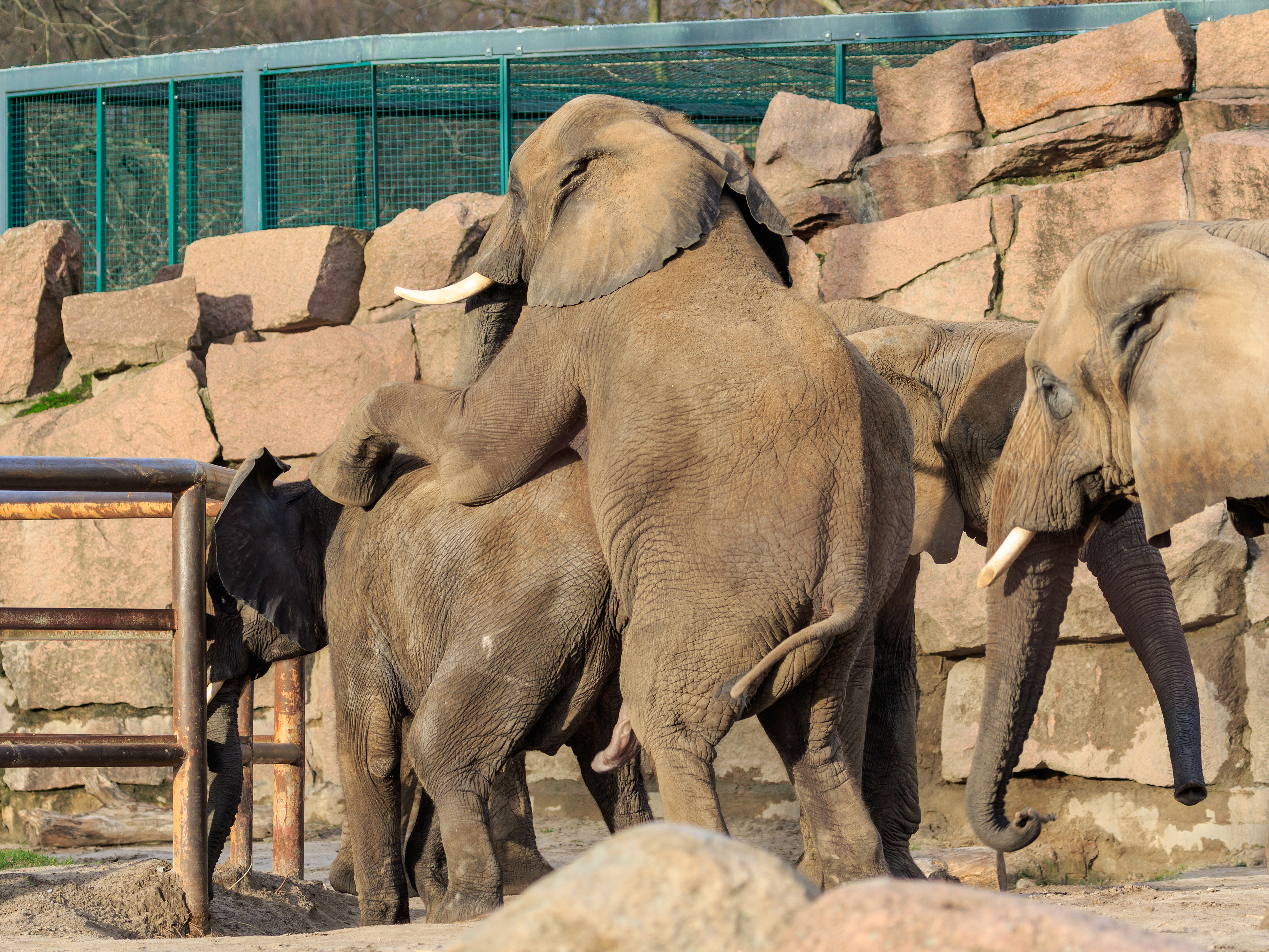
L'accoppiamento di due elefanti africani al Tierpark di Berlino

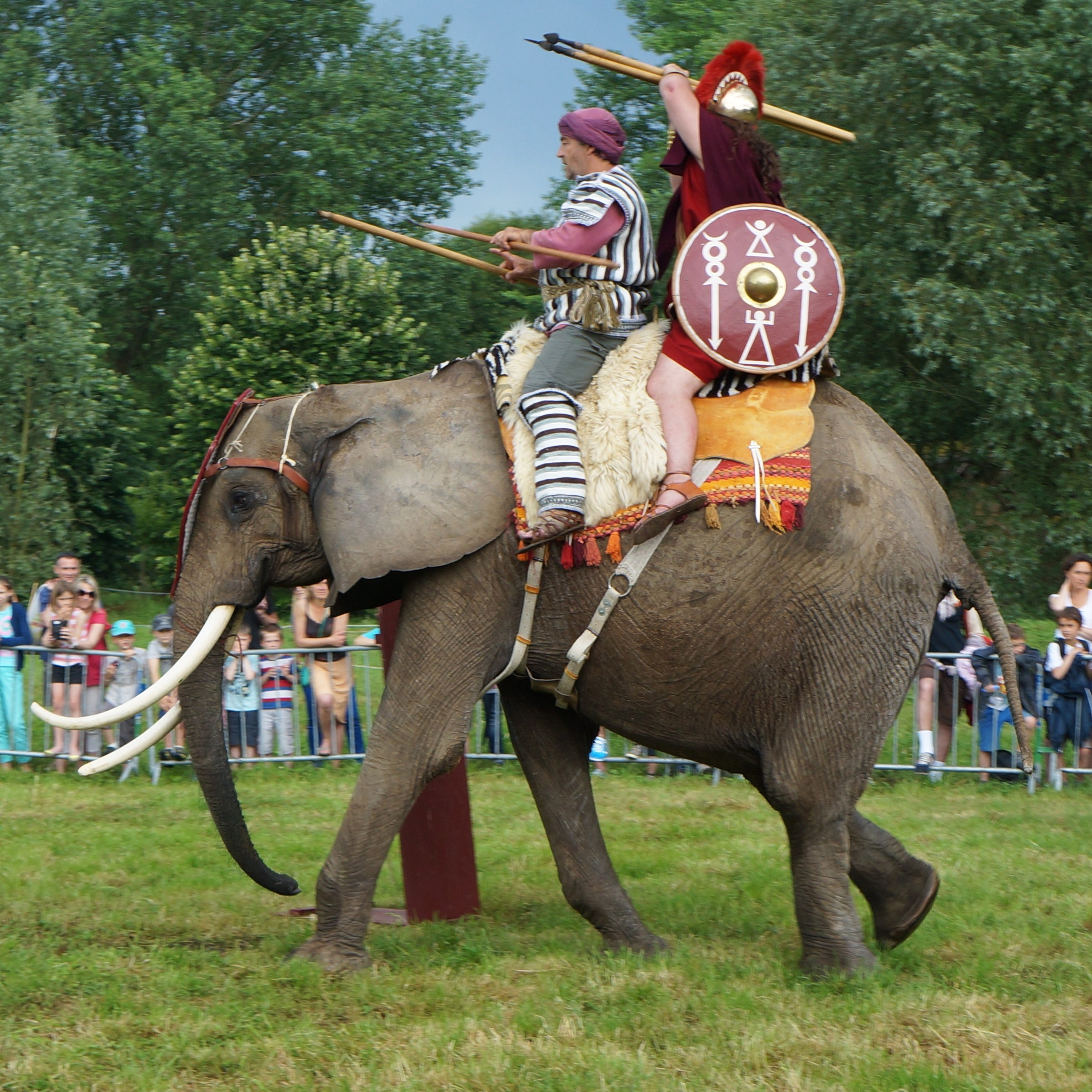
Gli elefanti africani venivano utilizzati spesso per la mostra del Parc archéologique Asnapio, Francia

L'elefante africano è stato inserito nell'Appendice I della Convenzione sul commercio internazionale delle specie di flora e fauna selvatiche minacciate di estinzione, dal 1989. Nel 1997, Botswana, Namibia e Zimbabwe lo hanno inserito nell'Appendice II. Così ha fatto anche il Sudafrica nel 2000. Sono stati avviati diversi programmi di conservazione su base comunitaria in diversi paesi, che hanno contribuito a ridurre il conflitto uomo-elefante e ad aumentare la tolleranza delle popolazioni locali nei confronti degli elefanti.
Nel 1986, è stato avviato l'African Elephant Database con l'obiettivo di raccogliere e aggiornare le informazioni sulla distribuzione e lo stato delle popolazioni di elefanti in Africa. Il database include i risultati di indagini aeree, conteggi di sterco, interviste con la popolazione locale e dati sul bracconaggio.
I ricercatori hanno scoperto che riprodurre i suoni registrati delle api africane è un metodo efficace per allontanare gli elefanti dagli insediamenti e dai villaggi.

### Status
Nel 1996, i valutatori della Lista rossa IUCN per l'elefante africano hanno considerato la specie in pericolo di estinzione. Dal 2004, l'animale è stato classificato come vulnerabile, poiché si stima che la popolazione mondiale aumenti a un tasso del 4% all'anno. Circa il 70% della sua distribuzione si trova al di fuori delle aree protette.
Nel 2016, la popolazione globale è stata stimata a 415 428 ± 20 111 individui distribuiti su un'area totale di 20 731 202 km², di cui il 30% fa parte di aree protette. Il 42% della popolazione totale vive in nove paesi dell'Africa meridionale che comprendono 293 447 ± 16 682 individui; La più grande popolazione dell'Africa vive in Botswana con 131 626 ± 12 508 individui.
Nel 2020-2021 a causa dell'aumento del bracconaggio e di un'epidemia nel corso dell'Okavango la specie è stata riconsiderata dall'IUCN come in pericolo.

### In cattività
Il comportamento sociale degli elefanti in cattività imita quello di quelli in natura. Le femmine sono tenute con altre femmine, in gruppi, mentre i maschi tendono a essere separati dalle loro madri in giovane età, e sono tenuti separati dal branco delle femmine. Secondo Schulte, negli anni novanta, in Nord America, alcune strutture consentivano l'interazione tra maschi e femmine. Altrove, i maschi potevano solo annusarsi l'un l'altro. Maschi e femmine potevano interagire solo per scopi specifici, come l'allevamento. In tal caso, le femmine venivano trasferite nell'habitat del maschio, anziché viceversa. Le femmine sono più presenti in cattività perché più facili e meno costose da ospitare.